# Josef Feistauer

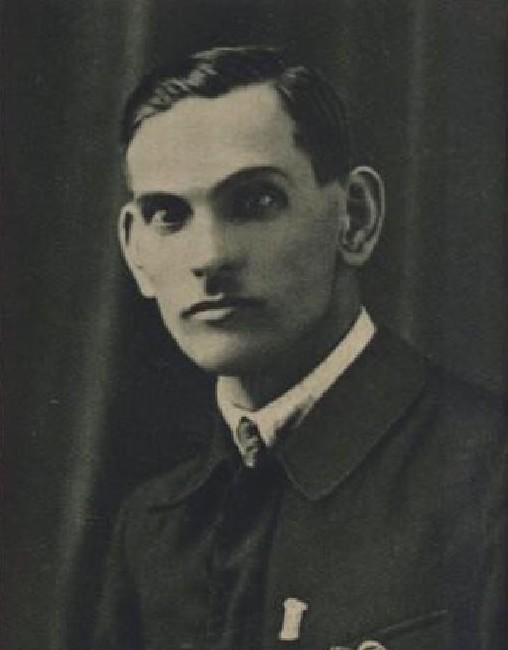
Josef Feistauer.

Josef Feistauer, född 6 augusti 1893 i Benecko, död 1972, var en tjeckisk längdåkare under 1920-talet. Vid olympiska vinterspelen 1928 i Sankt Moritz bröt han femmilen.